# Pharaphodius vernilis
Pharaphodius vernilis är en skalbaggsart som beskrevs av Schmidt 1911. Pharaphodius vernilis ingår i släktet Pharaphodius och familjen Aphodiidae. Inga underarter finns listade i Catalogue of Life.